# Aprilia RSV250
Aprilia RSV250 — легендарний гоночний мотоцикл, розроблений компанією Aprilia для участі у чемпіонаті світу з шосейно-кільцевих мотоперегонів MotoGP в класі 250cc. Ця модель замінила застарілу Aprilia AF1. Він вперше дебютував в 1991 році, відтоді мотоцикл багато разів оновлювався, кінцевим результатом чого стала модель RSA250. На Aprilia RSV250 було завойовано 10 титулів чемпіона світу (в тому числі, одного разу на ребрендованому як Gilera) та 8 кубків конструкторів, що робить його одним з найуспішніших у класі.

## Історія

### 1991-2007: RSV та RSW
У 1991 році модель дебютувала у гонках чемпіонату світу MotoGP з специфікацією RSV. До 2007-го мотоцикл був кілька разів модифікований, що втілилось у зміну специфікації спочатку на RSW (у 2005-у), а згодом — на RSA (2007), яка випускалась також під назвою RSW250LE. У 1993 році на базі моделі був розроблений прототип RSW-2 500, який з наступного сезону дебютував у класі 500cc.
Перша модель комплектувалась передніми вуглецевими гальмами з діаметром диску у 273 мм, або сталевими з діаметром дисків у 300 мм. Починаючи з 1994 року на RSV250 встановлювалась єдина гальмівна система з подвійними передніми гальмівними дисками діаметром 255 мм, 273 мм. Задні гальма постійно комплектувались одним диском з вуглецевої сталі, спочатку діаметром 184 мм, з 1996 року — 190 мм.

### 2007-2010: RSA
У 2007 році мотоцикл був представлений у новій версії, в якій була змінена абревіатура на RSA. У ній було перероблено систему впуску та змінено розташування редуктора і теплових груп. Крім того, була дещо змінена конструкція рами, що дало змогу використовувати більш довгий маятник, що додало мотоциклу прискорення і тяги. Ще однією новинкою стало використання трьох акселерометрів, що дало змогу отримати більше даних для управління двигуном мотоцикла в ситуаціях із низьким щепленням покришок з дорожнім покриттям. Ці напрацювання були використані в розробці моделі Aprilia RSV4, яка брала участь у чемпіонаті World Superbike у 2009 році.
Новий двигун мав більше потужності та довший період експлуатації, але вимагав підтримки 6000 оборотів/хвилину, щоб отримати належну потужність, та 13500 оборотів/хвилину для досягнення максимальної швидкості.
Модель RSA (як і оновлена версія RSW) використовувались не тільки під брендом Aprilia, але як і Gilera та Derbi, оскільки всі три марки належали групі Piaggio.

## Участь у MotoGP
Вже у дебютному сезоні 1991-го року на RSV250 було здобуто дві перемоги на етапах: П'єрфранческо Чилі виграв Гран-Прі Нідерландів, а Лоріс Реджіані — Франції. В загальному заліку гонщики фінішували на 7-у та 6-у місцях відповідно.
Наступний сезон став успішнішим за попередній: апофеоз настав під час Гран-Прі Німеччини на Гоккенгаймринзі: Чилі здобув перемогу, Макс Б'яджі фінішував другим а Реджіані — третім, крім того поул здобув Б'яджі, а найшвидше коло проїхав Реджіані. В підсумковій таблиці сезону Лоріс Реджіані розмістився на 2-у місці, Чилі на третьому, а Б'яджі— на 5-у. RSV250 кинула гідний виклик Honda NSR250.
В сезоні 1993 гонщики Лоріс Реджіані та Жан Філіп Руджія не змогли розвинути успіх попереднього сезону, хоча й виграли на RSV250 3 гонки.
Сезон 1994 став тріумфом мотоцикла. Зазнавши значної переробки, вже з зимових тестів RSV250 продемонстрував сильні результати. Макс Б'яджі вже з початку сезону боровся на ньому з гонщиками Honda Лорісом Капіроссі та Тадаюкі Окада. Він здобув перемоги у Австралії, Малайзії, Нідерландах, Чехії та на Гран-Прі Європи. Ще одну перемогу на RSV250 здобув Руджія у Хересі. Б'яджі став чемпіоном світу, а Aprilia посіла 2-е місце у заліку виробників. Цей сезон став початком ери домінування RSV250 в класі 250cc.
У 1995-му Макс Б'яджі виграв на RSV250 8 з 13 етапів сезону, завоювавши також 10 поулів. Це дозволило йому вдруге виграти чемпіонат світу та принесло команді перший титул чемпіона серед виробників з моменту появи Aprilia в серії MotoGP.
Сезон 1996 став продовженням тріумфу „імператора“: 9 перемог з 15 гонок і черговий чемпіонський титул. Проте, підтримати Б'яджі ніхто з гонщиків Aprilia не зміг, тому кубок конструкторів повернувся знову до Honda.
У сезоні 1997 Макс Б'яджі пересів на мотоцикл головного конкурента італійців — Honda. На RSV250 в цьому році виступали Тетсуя Харада та Лоріс Капіроссі. Японець здобув перемогу на 3 етапах і боровся за чемпіонство до останньої гонки, де поступився 15-а очками все тому ж Б'яджі. У заліку виробників Aprilia знову фінішувала другою.
Сезон 1998 став справжнім тріумфом для RSV250. На цьому мотоциклі було виграно 13 гонок поспіль (усі гонки сезону, окрім першої). Гонщики на RSV250 посіли перші три місця у загальному заліку: Капіроссі став чемпіоном, Валентіно Россі був другим, а Тетсуя Харада — третім, а команда здобула кубок конструкторів.
В наступному сезоні засяяла зірка Валентіно Россі, який на RSV250 став чемпіоном світу, стримавши атаки суперників на Honda RS250 та Yamaha YZR250. Він виграв 9 з 16 Гран-Прі, що виявилось достатнім для перемоги у чемпіонаті та для здобуття чергового кубку конструкторів для Aprilia.
Сезон 2000 склався не так успішно, як попередні. Aprilia зробила ставку на молодого Марко „Мачо“ Меландрі, який лише після середини сезону та досягнення 18-річчя почав демонструвати непогані результати. Дві перемоги на етапах Ральфа Вальдмана довели, що RSV250 залишався конкурентно здатним мотоциклом.
У 2001-у гонщики, які виступали на Aprilia RSV250 посіли 2-6 місця у загальному заліку, поступившись лише Дайдзіро Като на Honda NSR250. На мотоциклі було здобуто 5 перемог (3 Харада, по одній Меландрі та Джеремі Маквільямс) та 10 поулів.
Сезон 2002 став найуспішнішим в історії виступів Aprilia у шосейно-кільцевих мотоперегонах. Цьому, зокрема, посприяла модель RSV250. Марко Меландрі став на цьому мотоциклі наймолодшим чемпіоном світу в класі 250cc у віці 20 років та 74 дні. Він виграв 9 із 16 Гран-Прі сезону, 4 перемоги на RSV250 здобув Фонсі Ньєто, ще 1 — Тоні Еліас. Це дозволило Aprilia здобути кубок конструкторів. Разом з цим сезоном, на RSV250 загалом було здобуто 81 перемогу на етапах Гран-Прі.
У 2003-у домінування RSV250 у класі продовжилось: Мануель Поджиалі здобув 4 перемоги на Гран-Прі та став чемпіоном світу, Тоні Еліс Виграв теж 4 гонки (3 місце), тричі тріумфував Ренді де Пуньє (4 місце), по 1 перемозі здобули Фонсі Ньєто (5 місце) та Ентоні Вест (7 місце); команда черговий раз здобула кубок конструкторів.
В сезоні 2004 домінуванню RSV250 поклала Honda з її моделлю RS250R. Поджиалі через травми пропустив кілька гонок, здобувши лише 1-у перемогу, натомість Алекс де Анджеліс здобув 5 перемог на етапах, ще 1-у святкував де Пуньє. В кубку конструкторів Aprilia поступилась Honda, посівши 2-е місце.
У 2005 році модель RSV250 зазнала суттєвої переробки, що втілилось у випуск нової специфікації RSW250. Був повністю перероблений карбюратор, оновлення торкнулись також передньої вилки амортизатора. Маса мотоцикла збільшилась з 96 до 100 кг. Команду гонщиків очолив Кейсі Стоунер, який виграв 5 гонок з 16-ти та посів 2-е місце в загальному заліку. Ще по одній перемозі на RSW250 здобули Себастьян Порто та Ренді де Пуньє. В кубку конструкторів Aprilia знову посіла друге місце.
Сезон 2006 став роком нового тріумфу RSV250. Хорхе Лоренсо став чемпіоном світу, вигравши половину гонок (8 з 16). За сезон він здобув 11 поулів, перевершивши досягнення Антона Манга 1981-го року. Ще одну перемогу на RSV250 здобув Гектор Барбера. На останній гонці сезону гонщики на прототипі посіли перші 5 місць. Команда Aprilia тріумфувала у заліку конструкторів, уже вшосте.
Сезон 2007 став одним із найяскравіших в історії Aprilia: Хорхе Лоренцо вдруге став чемпіоном світу, причому, як і Макс Б'яджі в свій час, достроково, за 1 гонку до завершення чемпіонату. Команда Aprilia за 3 гонки до кінця сезону теж достроково здобула кубок конструкторів. Всього на RSV250 було здобуто 11 перемог, 10 других та 9 третіх місць. На Гран-Прі Чеської Республіки дебютував новий прототип специфікації RSA250, на якому виступили Альваро Баутіста та Томас Люті. Новинка одразу продемонструвала свої найкращі сторони, насамперед покращену маневровість. Вже через одну гонку, в Ештурілі, Баутіста здобув дебютну перемогу на RSA250.
У сезоні 2008 RSA250 подарував команді Aprilia черговий кубок конструкторів. Альваро Баутіста з 4 перемогами на RSA250 фінішував 2-им у загальному заліку. Натомість Марко Сімончеллі, який виступав на мотоциклі Gilera RSA250 (перебрендованому прототипі Aprilia RSA250), став чемпіоном світу.
Сезон 2009 став для RSV250 останнім. З нового сезону 2010 клас 250cc був замінений на Moto2; згідно з новими правилами, дозволений максимальний робочий об'єм двигуна був збільшений з 250 см³ до 600 см³, на зміну двотактним двигунам прийшли чотиритактні. Останній сезон подарував чергові перемоги для RSV250: Aprilia здобула кубок конструкторів, а гонщики здобули на ньому 12 перемог з 16 на етапах Гран-Прі (включаючи 6 перемог Марко Сімончеллі на Gilera RSA250).

### Результати
Гонщики на мотоциклі Aprilia RSV250 10 разів вигравали чемпіонат світу MotoGP в класі 250cc, на ньому було здобуто 8 кубків конструкторів:
| Сезон | Переможець в особистому заліку | Кубок конструкторів | Модель         |
| ----- | ------------------------------ | ------------------- | -------------- |
| 1994  | Макс Б'яджі                    | —                   | Aprilia RSV250 |
| 1995  | Макс Б'яджі                    | +                   | Aprilia RSV250 |
| 1996  | Макс Б'яджі                    | —                   | Aprilia RSV250 |
| 1998  | Лоріс Капіроссі                | +                   | Aprilia RSV250 |
| 1999  | Валентіно Россі                | +                   | Aprilia RSV250 |
| 2002  | Марко Меландрі                 | +                   | Aprilia RSV250 |
| 2003  | Мануель Поджиалі               | +                   | Aprilia RSV250 |
| 2006  | Хорхе Лоренсо                  | +                   | Aprilia RSW250 |
| 2007  | Хорхе Лоренсо                  | +                   | Aprilia RSW250 |
| 2008  | Марко Сімончеллі               | —                   | Gilera RSA250  |
| 2009  | —                              | +                   | Aprilia RSA250 |